# 寺内よりえ
寺内 よりえ（てらうち よりえ、1953年〈昭和28年〉1月29日 - ）は、日本の女優、声優。東京都出身。劇団昴所属。

## 略歴
父が宝塚歌劇団のファンであり、小学生の頃に寿美花代が主演を務めた『華麗なる千拍子』を観劇したことで「芝居をしたい」と思うようになる。
小学校6年生の時に自ら演劇部を立ちあげ、中学と東京都立雪谷高等学校では演劇部に入部。東京宝塚劇場にも通っていたが、ある時、姉に「お芝居をやりたいんだったら宝塚もいいが、長らく活動するためには宝塚より普通の劇団を目指しては」と言われたことで、高校卒業後は玉川大学文学部芸術学科演劇専攻へ進学。
大学卒業後、文学座の入団試験を受けるも不合格となり、金子信雄が主宰する「新演劇人クラブ・マールイ」で数年間学ぶ。その後、金子の言葉を機に、姉夫婦が居住するイギリスのロンドンへ半年間遊学。帰国後、書店で知人の福田逸と偶然会ったことで劇団昴へ入団。劇団昴が声優業を請け負う劇団のため、寺内も30代半ばから声優の仕事もはじめるようになった。
2015年10月4日以降、テレビアニメ『サザエさん』の磯野フネ役を麻生美代子から引き継ぎ担当している。

## 人物
多くの舞台に出演。声優としては、アニメのほか洋画の吹き替えも多く務めている。
趣味は旅行。

## 出演
太字はメインキャラクター。

### テレビドラマ
- 特別機動捜査隊 （NET / 東映）
  - 第767話「わたしは尼寺へ行きたい」（1976年） - 桃子
  - 第776話「地獄舞」（1976年） - 伊東京子
  - 第790話「華麗なる出逢いの時」（1977年） - 松原由美
- 5年3組魔法組（1976年）
- ロボット110番 第16話「大発明!　バッテンメーター」（1977年、テレビ朝日 / 東映）
- 松本清張の白い闇・十和田湖偽装心中（1980年、テレビ朝日）
- 太陽にほえろ! 第519話「岩城刑事　ロッキーにて殉職」（1982年、日本テレビ / 東宝）
- 大江戸捜査網 第583話「少女が襲う! 八歳の殺人者」（1983年、テレビ東京 / ヴァンフィル）
- 赤かぶ検事奮戦記III（1983年）
- 宇宙刑事シャリバン 第45話「オーディションの罠 ちびっ子大スター」（1984年、テレビ朝日 / 東映）
- スーパー戦隊シリーズ（テレビ朝日 / 東映）
  - 超電子バイオマン 第20話「プリンスの挑戦!」（1984年） - けんたろうの母 役
  - 超新星フラッシュマン 第16話「人間ミニミニ作戦」（1986年） - ともこの母 役
  - 鳥人戦隊ジェットマン 第35話「鳩がくれた戦う勇気」（1991年）- お母さん 役
  - 忍者戦隊カクレンジャー（1994年）
  - 救急戦隊ゴーゴーファイブ 第11話「灼熱の2大災魔獣」第12話「決死の新連結合体」（1999年）- 五十嵐真澄 役
- 特捜最前線 第425話「あるサラリーマンの死!」（1985年、テレビ朝日 / 東映）
- 巨獣特捜ジャスピオン（1985年）
- 刑事物語'85（1985年）
- ポニーテールはふり向かない（1985年）
- 花王 愛の劇場「失われた過去」（1986年、TBS）
- 大河ドラマ「いのち」（1986年、NHK）
- 仮面ライダーBLACK 第3話「怪？怪・改造人間」（1987年、毎日放送 / 東映）- 明子 役
- 教師びんびん物語II（1989年）
- はぐれ刑事純情派（1989年）
- 火曜サスペンス劇場
  - 「最終電車を待つ女」（1989年）
  - 「妻たちの戦争」（2000年）
- 刑事貴族（1990年）
- 土曜ワイド劇場 八月の消えた花嫁（1991年）
- 開戦五十年特別企画　昭和16年の敗戦（1991年）
- 鎖ざされた旅券（1992年）
- はだかの刑事（1993年）
- 中学生日記（1994年）
- 眼の気流（1994年）
- 身辺警護5、8（2000年 - 2001年）
- 海の沈黙（2001年）

### 映画
- なつみ・その愛

### 舞台
1980年
- 地蔵教由来（その母）

1981年
- もしもあの時……（エイミー・スペティグー）

1982年
- 業平（在原文子）
- ヘンリー四世（居酒屋の女給仕）

1983年
- 蜘蛛の巣（ミルドリッド・ピーク）

1984年
- オイディプス王（コーラス）

1985年
- チャリング・クロス街84番地（1985年 - 2001年、メガン・ウェルズ）

1986年
- スタア（芳枝）
- 島清、世に敗れたり（かすみ）

1988年
- どん底（浮浪人）
- マグニチュード愛'88

1990年
- 黒蜥蜴

1991年
- 寺院の殺人（コーラス）

1992年
- 眠れる森の美女
- リアル・エステイト

1994年
- ベルナルダ・アルバの家（ポンシア）
- アルジャーノンに花束を（1994年 - 2008年、ローズ、ウィンズロウ 他）

1995年
- いじめ白書'95

1997年
- マーヴィの部屋（老人ホーム長）

1998年
- プレイング・フォア・タイム-命を奏でて-（チャイコウスカ）

2000年
- 肉体の清算（ケイト・プリース）

2000年
- 怒りの葡萄（2000年 - 2006年、エリザベス・サンドリー 他）

2002年
- 転落-The Ride Down Mount Morgan -（シオドラ）

2004年
- ジュリエットたち（絹代）
- 日々の敵

2005年
- 蔵のある家（美子）

2006年
- 猫の恋 昴は天にのぼりつめ（黒田頼恵）
- ベルナルダ・アルバの家（プルデンシア）

2011年
- クルーシブル-るつぼ-（レベッカ・ナース）

2012年
- 明暗（河野松子）

2013年
- 本当のことを言ってください。（沼田久美）

2014年
- 召命（草野ハナ）

2016年
- 街と飛行船（市長夫人）

2017年
- 朗読劇 イノック・アーデン
- 幻の国（インゲ）

2021年
- プカプカ漂流記（遠藤泰子）

2024年
- とりつくしま

### テレビアニメ
1994年
- キャプテン翼J（校長の妻）

1996年
- 超者ライディーン（宮坂恵子）

1997年
- 手塚治虫の旧約聖書物語（イブ）
- 名探偵コナン（1997年 - 1998年、井本貴子、虎倉悦子）

1998年
- LEGEND OF BASARA（千手の母）

2000年
- 幻想魔伝 最遊記（シスター）
- はじめの一歩（2000年 - 2013年、幕之内寛子）- 4シリーズ

2001年
- 旋風の用心棒（荒鬼館のたかこ）
- それいけ!アンパンマン（ざくろおばさん）

2002年
- 十二国記（玉葉）

2003年
- DEAR BOYS（寮母）
- 人間交差点（所長）

2004年
- クロノクルセイド（妻）
- サムライチャンプルー（お吟）

2007年
- 英國戀物語エマ 第二幕（クララ・エヴァンス）
- ポケットモンスター ダイヤモンド&パール（アマノ）
- 湾岸ミッドナイト（沢松の母）

2008年
- Mnemosyne-ムネモシュネの娘たち-（清水芳江）
- もっけ（中原の母親）

2009年
- シャングリ・ラ（閣僚B）

2012年
- ダンボール戦機W（クラウディア・レネトン）

2015年
- アクエリオンロゴス（主任）
- サザエさん（2015年10月 - 、磯野フネ〈2代目〉）

2016年
- アイカツスターズ!（巻杉マキコ）
- 紅殻のパンドラ（アンナ）

2018年
- イナズマイレブン アレスの天秤 / オリオンの刻印（2018年 - 2019年、風秋ヨネ）- 2シリーズ
- 遊☆戯☆王VRAINS（尊の祖母）
- HUGっと!プリキュア（ヨネさん）

2019年
- KING OF PRISM -Shiny Seven Stars-（五十嶋舟子）

2022年
- ルパン三世 PART6（アンナ）

### ゲーム
- 天外魔境III NAMIDA（2005年、壱与の母）
- ポケモンマスターズEX（2022年、キクノ[17]）

### ドラマCD
- 火の鳥 未来編（2001年、ダニューバ）

### 吹き替え

#### 映画（吹き替え）
- ARGYLLE/アーガイル（ルース・コンウェイ〈キャサリン・オハラ〉）
- 愛さずにはいられない
- アイドル・ハンズ（ノーマ〈コニー・レイ〉）
- アウト・オブ・サイト
- アトミック・トレイン ※ソフト版
- アポロ13（ブランチ・ラヴェル〈ジーン・スピーグル・ハワード〉）※ソフト版
- アメリカン・プレジデント
- アリス・イン・ワンダーランド ※フジテレビ版
- インビジブル ※ソフト版
- ウィッカーマン（モス医師〈フランセス・コンロイ〉）
- エリン・ブロコビッチ（パメラ・ダンカン〈チェリー・ジョーンズ〉）※ソフト版
- エンジェルス2（グレース・ハーパー〈リンダ・ボイド〉）
- エンツォ レーサーになりたかった犬とある家族の物語（トリシュ〈キャシー・ベイカー〉）
- オーバー・ザ・ムーン
- 彼女はホログラム・スター
- 仮面の男（アンヌ・ドートリッシュ〈アンヌ・パリロー〉）
- Kissingジェシカ（ジョーン）
- キングサイズ（エバ〈リザ・マチュルスカ〉）
- キングピン/ストライクへの道（イシュマエルの母親）
- グッバイ・ジョー（テレサ・ヘンリー〈カレン・ヤング〉）
- グレムリン（シーラ・ファッターマン〈ジャッキー・ジョセフ〉）※テレビ朝日版
- グレムリン2 新・種・誕・生（シーラ・ファッターマン〈ジャッキー・ジョセフ〉）※テレビ朝日版
- 月下の恋（ブロントスキー夫人〈リンダ・バセット〉）
- 消されたヘッドライン（キャメロン・リン〈ヘレン・ミレン〉）
- 小びとの森の物語（アナウンサー）※VHS版
- コラテラル・ダメージ ※フジテレビ版
- 殺しのドレス（ケイト・ミラー〈アンジー・ディキンソン〉）※ソフト版
- 13デイズ（ヘレン・オドネル〈ルシンダ・ジェニー〉）※ソフト版
- シーズ・ソー・ラヴリー（グリーン夫人〈ジーナ・ローランズ〉）
- ジェイン・オースティンの読書会（シルヴィア〈エイミー・ブレネマン〉）
- シティ・オブ・エンジェル（テレサ・メッシンジャー）
- シャイニング ※テレビ東京版
- ジャングル 2 ジャングル（ジャン・ケンプスター〈ヴァレリー・マハフェイ〉）
- ジョーズ ※テレビ東京版
- ズートスーツ（アリス・ブルームフィールド〈タイン・デイリー〉）
- SUPER8/スーパーエイト（カズニック夫人〈ジェシカ・タック〉）
- スクリーム（ケイシーの母）
- スピード（ヘレン〈ベス・グラント〉[18]、エレベータの女1、黒人妻）※ソフト版
- スペース カウボーイ（バーバラ・コーヴィン〈バーバラ・バブコック〉）※ソフト版
- すべてが変わった日（ブランチ・ウィーボーイ〈レスリー・マンヴィル〉）
- スリー・キングス（エイドリアーナ・クルース〈ノーラ・ダン〉）※ソフト版
- ゼイリブ
- ターミネーター（サラの母）※DVD・BD版
- 大狂乱（リリアン〈サマンサ・ハーパー〉）
- ダ・ヴィンチ・コード（アメリカ人女性）※劇場公開版
- 007 スカイフォール（クレア・ダウアー〈ヘレン・マックロリー〉）
- チアーズ!（クリスティーン・シップマン〈シェリー・ハーシー〉）
- ツイ・ハークのゴーストホーム/13日の金曜日の妻たちへ（ツァン社長）
- ツイン・タウン（ルーシー〈スー・ロドリック〉）
- ディア・ブラザー（ナンシー・テイラー〈メリッサ・レオ〉）
- 28DAYS（リリー〈エリザベス・パーキンス〉）
- 逃亡者（プール）※ソフト版
- トランスフォーマー/ビースト覚醒（レスリー・スタール[19]）
- トレインスポッティング
- トレマーズ4（クリスティーン・ロード〈サラ・ボッツフォード〉）
- ナイルの宝石 ※テレビ朝日版
- ノーバディーズ・フール
- ハート・オブ・ウーマン（マーゴ〈ヴァレリー・ペリン〉）※ソフト版
- パーフェクト・ファミリー（ジャネット・バインドーフ〈ジェイミー・リー・カーティス〉）
- 陪審員 ※ソフト版
- 裸足のトンカ（プフローム夫人〈マリサ・ベレンソン〉）
- バックファイヤー!
- パンドラ・プロジェクト（マーガレット・ワイルディング）
- ヒトラー 〜最期の12日間〜（マクダ・ゲッベルス〈コリンナ・ハルフォーフ〉[20]）
- ビバリーヒルズ・コップ3 ※テレビ朝日版
- ファンタスティック・ビーストとダンブルドアの秘密（アイダ[21]）
- ファントム・スレッド（シリル〈レスリー・マンヴィル〉）
- フィービー・ケイツの私の彼は問題児（ドドンパ）（ポリー〈マーシャ・メイソン〉）※DVD版
- フィフティ・シェイズ・オブ・グレイ（グレース・トレヴェリアン・グレイ〈マーシャ・ゲイ・ハーデン〉）
  - フィフティ・シェイズ・ダーカー
  - フィフティ・シェイズ・フリード
- フライト（エレン・ブロック〈メリッサ・レオ〉）
- ブラッド・ワーク
- プリティ・ウーマン（ブリジット〈エリノア・ドナヒュー〉[22]）※テレビ朝日版
- プリティ・プリンセス（ヘレン・サーモポリス〈キャロライン・グッドール〉）
- プリティ・プリンセス2/ロイヤル・ウェディング（ヘレン・サーモポリス〈キャロライン・グッドール〉）
- フレネミーズ
- フローレス（カレン〈ワンダ・デ・ジーザス〉）
- ヘンゼルとグレーテル（マータ〈スージー・ミラー〉）
- ボイスレター（ジュディス・サットン）※ソフト版
- 僕たちのアナ・バナナ（アリ・デッカー〈リサ・エデルシュタイン〉）
- ポルターガイスト ※テレビ朝日版
- マーベル・シネマティック・ユニバース
  - アベンジャーズ（女性理事）
  - マイティ・ソー/ダーク・ワールド（エイア〈アリス・クリーグ〉）
  - キャプテン・アメリカ/ウィンター・ソルジャー（ハウリー理事）
- マペットの宝島（ブルヴェリッジ夫人〈ジェニファー・ソーンダース〉）
- マリーゴールド・ホテルで会いましょう（ジーン・エインズリー〈ペネロープ・ウィルトン〉）
  - マリーゴールド・ホテル 幸せへの第二章
- Mr.ダマー2 1/2（サセックス夫人）
- Mr.ヘルプマン（スチュアートの母〈シャーリー・ナイト〉）
- Mr.マグー
- メル・ブルックスの大脱走（リフカ、女3、ウェイトレス1）
- もういちど（モーディ）
- 山の郵便配達（母親〈ジャオ・シィウリ〉）
- 容疑者（マギー〈パティ・ルポーン〉）
- ラリー・フリント（ルース・カーター）
- 猟奇的な彼女（キョヌの叔母）
- RONIN（引率の先生）※フジテレビ版

#### ドラマ
- アガサ・クリスティー ミス・マープル 無実はさいなむ（ミセス・プライス）
- アリー my Love
- ER緊急救命室
  - シーズン1（ヘレン・ハサウェイ〈ジョルジ・タージャン〉、ホール）
  - シーズン2 #2（シンディ〈アントワネット・ペラジーニ〉）
  - シーズン3 #6,#7（ロンダ・スターリング〈ジェニー・オハラ〉）、#19（ブレンダ・ウィルカーソン〈ジュリー・ハガティ〉）
  - シーズン4 #16（マック〈キャスリーン・ロイド〉）、#21,#22（アデール・ニューマン〈エリカ・ギンペル〉）
  - シーズン5 #2（グッドウィン）
  - シーズン6 #20（ロイス〈アン・E・カーリー〉）
  - シーズン7 #4（プルーイット〈ホリー・ヘイバー〉）
  - シーズン9 #9（マリアン）
  - シーズン11 #2（ハリエット・スキナー〈ジャニス・ケント〉）
  - シーズン12 #11（ローレン・カニンガム〈ジョー・アンダーソン〉）
- WITHOUT A TRACE/FBI 失踪者を追え!2（ハリス）
- 宇宙船レッド・ドワーフ号（ヒルデガード・ランストロム〈マギー・スティード〉、ニュートン）
- エレメンタリー ホームズ&ワトソン in NY
- 女弁護士ロージー・オニール（ドリーン・モリソン〈リサ・ベインズ〉）
- 気分はぐるぐる（バーネット先生）
- ギルモア・ガールズ（ミア〈キャシー・ベイカー〉）
- クリミナル・マインド5 FBI行動分析課（ブルック）
- クリミナル・マインド 特命捜査班レッドセル（検視官）
- 刑事ナッシュ・ブリッジス（ブリン・カーソン〈メアリー・マーラ〉）※テレビ東京版
- コールドケース7 ザ・ファイナル（アナベル・ベネット）
- シャーリー・ホームズの冒険（ペギー・ホームズ〈エリザベス・シェパード〉）
- シンデレラマン
- 新ハイランダー〜アマンダ（ルーシー・ベッカー〈パトリシア・ゲイジ〉）
- スペース・レンジャーズ（イリーナ）
- チャームド 〜魔女3姉妹〜
  - シーズン7（スロートキン教授）
  - シーズン8（ヘレン）
- ディフェンダーズ 闘う弁護士
- デスパレートな妻たち7（ワイナー先生）
- デックスの恐竜図鑑〈ジェイン・イーストウッド〉
- デッドウォーター・フェル～虚像に殺された家族～（キャロル・ケンドリック〈モーリーン・ビーティ〉[23]）
- トーチウッド 人類滅亡の日
- ハート・オブ・ディクシー ドクターハートの診療日記
- パワーレンジャー・シリーズ（ディバトックス〈キャロル・ホイト/ヒラリー・シェパード・ターナー〉）
  - パワーレンジャー・ターボ・映画版・誕生!ターボパワー
  - パワーレンジャー・ターボ
  - パワーレンジャー・イン・スペース
- HAWAII FIVE-0
- 犯罪捜査官 アナ・トラヴィス 孤独な叫び
- 魔術師 MERLIN（フニス）
- ミステリー・グースバンプス（ママ）
- ミステリーゾーン2 #26「夢の世界」（キャロル・リッチー〈アン・バートン〉）
- 名探偵ポワロ ハロウィーン・パーティ（ジュディス・バトラー）
- 名探偵ロビン 事件はおまかせ!（ブレット〈リンダ・パール〉）
- リゾーリ&アイルズ ヒロインたちの捜査線（アンジェラ・リゾーリ〈ロレイン・ブラッコ〉）

#### アニメ
- アンデルセン・ストーリーズ（女王）
- インヴェイジョンUSA（カレン）
- タンタンの冒険

### CM
- NTT転送電話“ボイスワープ”
- カネボウ「旅の宿」
- カルピスギフト
- かんぽ生命「安心かんぽさん」篇
- 四国電力 オール電化「両親とIH編」
- 住友林業
- セブン・イレブン「新・セブンプレミアムお惣菜篇」
- ゼリア新薬 コンドロイチンZS錠
- 日本ガス協会「変わった日」
- フェリーさんふらわあ
- ホンダ「アコード」
- マルコメ 料亭の味 液みそ いつまでも一緒に篇（洋子）
- 味覚糖「ピピンC」